# Mametz (Pas-de-Calais)
Mametz é uma comuna francesa na região administrativa de Altos da França, no departamento de Pas-de-Calais. Estende-se por uma área de 9,53 km². Em 2010 a comuna tinha 2 034 habitantes (densidade: 213,4 hab./km²).